# Alexander Alexandrowitsch Stepanow (Informatiker)

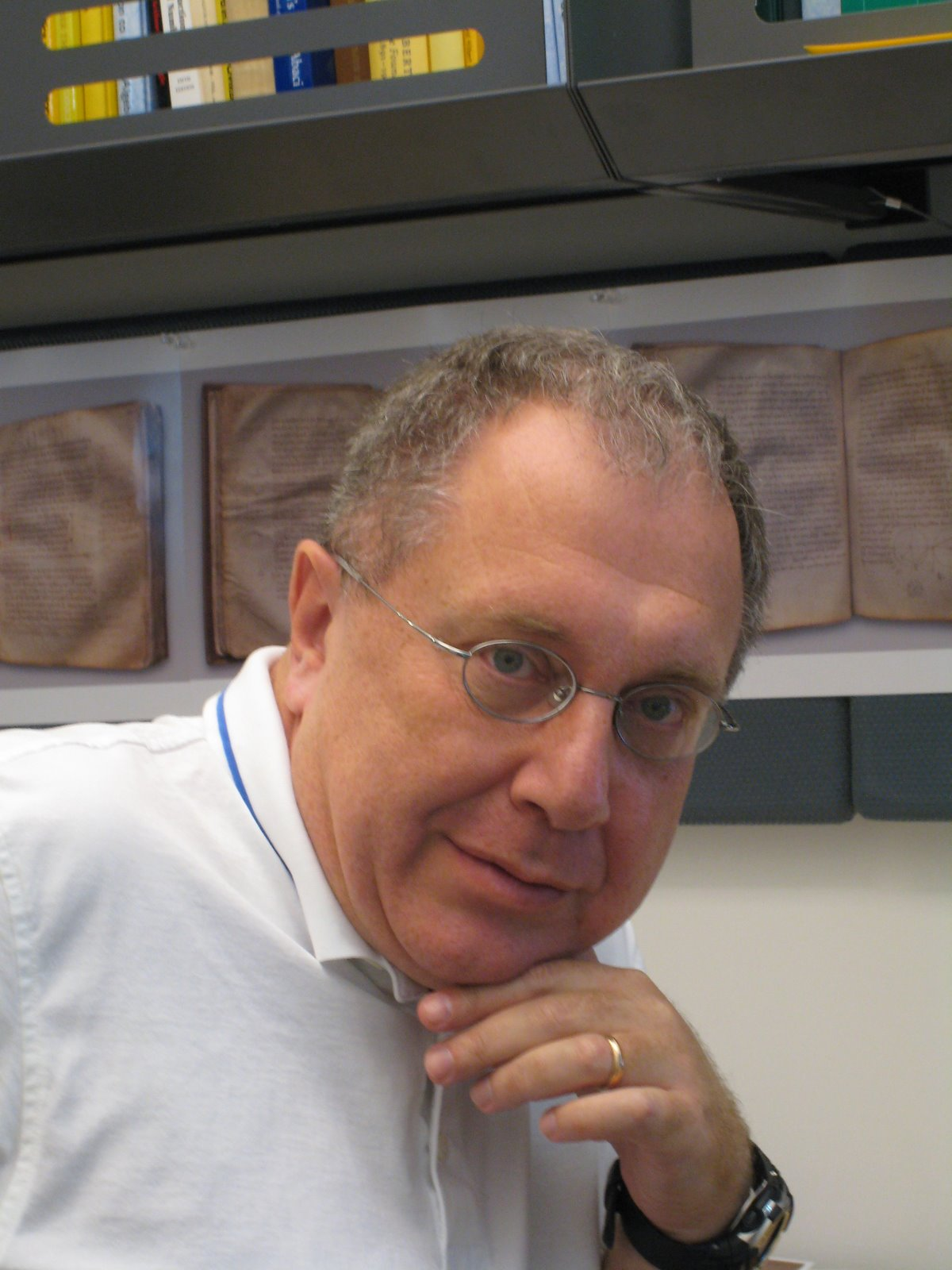
Alexander Alexandrowitsch Stepanow

Alexander Alexandrowitsch Stepanow (russisch Александр Александрович Степанов, wiss. Transliteration Aleksandr Aleksandrovič Stepanov; * 16. November 1950 in Moskau, UdSSR) ist ein Pionier auf dem Gebiet der Informatik. Sein Forschungsschwerpunkt ist die Generische Programmierung und er gilt als hauptsächlicher Schöpfer der C++ Standard Template Library.
Stepanow studierte in Moskau Mathematik  und arbeitete zuletzt bei A9.com. Stepanow ist Vater von acht Kindern.